# 1363
L'any 1363 (MDCCCLXIII) va ser un  any comú començat en diumenge del calendari julià.

## Esdeveniments
- 21 de maig - València: Pere el Cruel de Castella, ataca la ciutat i hi comença un setge que durarà fins al 10 de juny, quan es retirarà a causa de l'heroica defensa dels valencians, comandants per l'infant Alfons (Guerra dels Dos Peres).[1]
- Tortosa (Baix Ebre): autoritzada la instal·lació d'un Consolat de Mar, organisme del dret marítim català, a la ciutat.[2]